# Baie des Licornes
La baie des Licornes est une baie située au sud-est de la Grande Terre, l'île principale des îles Kerguelen des Terres australes et antarctiques françaises dans l'océan Indien.

## Géographie

### Caractéristiques
La baie des Licornes est située au sud de la presqu'île Jeanne d'Arc, entre le cap du Challenger à l'est et le cap des Aiguilles à l'ouest, auquel succède la baie Sauvage.
Large de 6,1 km au maximum et de 0,2 km au minimum, la baie pénètre sur 1,8 km dans la presqu'île pour environ 6 km2 de superficie totale. Elle ouvre au sud sur l'océan Indien et accueille une vingtaine d'îlots et rochers. Elle est dominée au nord-ouest par le mont Tizard (844 m) et les trois pics dits des Trois Frères dans le prolongement du cap des Aiguilles.

### Toponymie
Le nom de la baie est attribué en février 1966 par l'ornithologue Benoît Tollu – et confirmée 1967 par la commission de toponymie des îles Kerguelen – en raison de la topographie des nombreux pics qui y sont présents faisant penser à des cornes de licornes mais également en référence au blason arborant une licorne de la compagnie des Messageries maritimes, affréteur du Gallieni qui faisait les rotations aux Kerguelen de 1956 à 1972.